# Parajotus obscurofemoratus
Parajotus obscurofemoratus là một loài nhện trong họ Salticidae.
Loài này thuộc chi Parajotus. Parajotus obscurofemoratus được Elizabeth Maria Gifford Peckham & George William Peckham miêu tả năm 1903.